# Копеечник крупноцветковый
Копе́ечник крупноцветко́вый (лат. Hedysárum grandiflórum) — многолетнее травянистое растение, вид рода Копеечник (Hedysarum) семейства Бобовые (Fabaceae). Включён в Красную книгу России.

## Ареал и среда обитания
Восточноевропейский вид, отмечен на территории России, Украины (Причерноморье), Болгарии, Румынии. В России произрастает по-среднему и нижнему течению Дона, на Приволжской возвышенности, в Заволжье, на Юге Урала, и в Калмыкии. Как правило группы прорастают в местах с выходами к почве мела и мергеля, растёт как на плотном мелу, так и на меловой щебёнке и рухляке, встречается на каменистых склонах.

## Описание

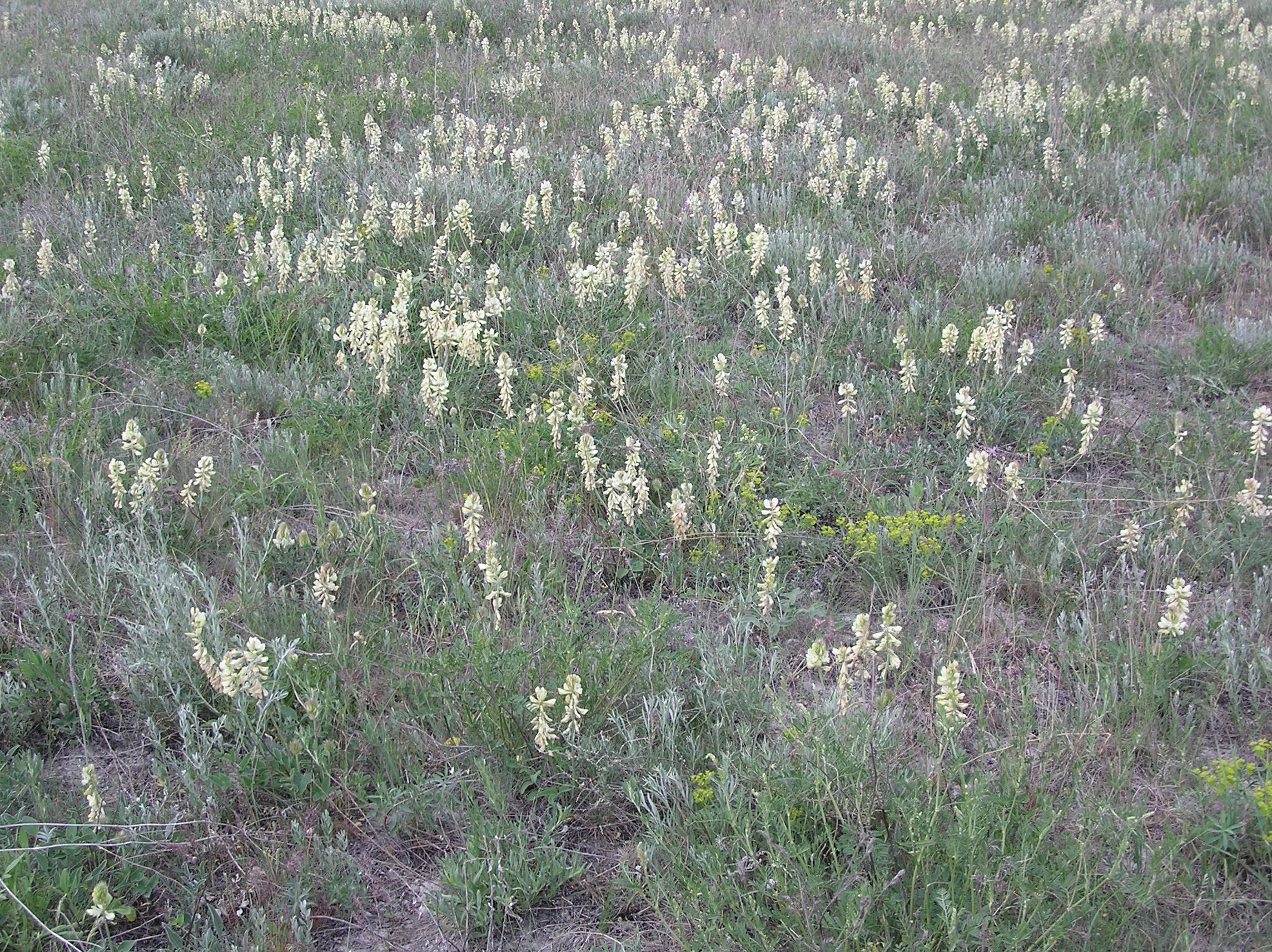
Популяция Копеечника крупноцветкового

Многолетнее травянистое растение. Практически не имеет стебля, общая высота от 10 до 40 см. Все листья прикорневые, непарные, перистосложные, с прилистниками.
Цветоносы, в виде безлистных стрелок, выше черешков листьев и те и те отклоненно опущенные. Чашечка равна крыльям, едва длиннее их или немного короче. Зубцы чашечки длиннее трубки в 5-6 раз. Венчик светло-жёлтый, иногда с розоватым на верхушке флагом, длиннее чашечки.
Цветки достаточно крупные, расположены в пазухах прицветников, собраны в кисти.
Плод — четковидный боб, сформированный из 2-8 члеников; членики односемянные, нераскрывающиеся, по поверхности ребристые, с шипами и бугорками, опушённые. Семена почковидные, сплюснутые.
Цветёт в июне-июле, иногда повторно в августе-сентябре. Созревание плодов в июле-августе, размножение исключительно семенное. Цветение растений, выросших из семян, наступает на 4—5-й год жизни.

## Охрана
Помимо включения в национальные Красные Книги, включён в Красные Книги следующих субъектов РФ: Республика Башкортостан, Белгородская область, Волгоградская область, Воронежская область, Калмыкия Республика, Оренбургская область, Пензенская область, Ростовская область, Самарская область, Саратовская область, Республика Татарстан, Ульяновская область, Челябинская область, а также следующих областей Украины: Донецкая область и Харьковская область.